# Лос
Лосът (Alces alces) е вид едър бозайник от семейство Еленови (Cervidae). Той е най-едрият вид в семейството и единственият съществуващ днес представител на род Лосове (Alces). Отличават се от останалите елени по плоските разклонения на рогата си.
Типичното местообитание на лосовете са иглолистните и смесени гори в умерения и субарктичния пояс на Северното полукълбо. В Северна Америка ареалът им включва почти цяла Канада и северните области на Съединените щати, като изолирани популации има и на юг до планините на Юта. В Европа се срещат в Норвегия, Швеция, Финландия, Естония, Полша, и Русия.
Възрастните лосове имат средна височина при рамото 1,8-2,1 m.. Мъжките типично тежат 380–720, като документираният рекорд е 820 kg, а женските - 270–360 kg. Най-големият потвърден размер за вида е мъжкар застрелян при река Юкон през 1897 година с тегло 818 kg и височина при рамото 2,33 m. Средната продължителност на живота в диво състояние е около 20-22 години.